# Романтична опсесија
Романтична опсесија (шп. Romántica obsesión) мексичка је теленовела, продукцијске куће TV Azteca, снимана 1999.
У Србији је приказивана 2001. на локалним телевизијама.

## Синопсис
Када згодни удовац Алехандро Виљалба сасвим случајно угледа симпатичну болничарку Маријану, први пут после смрти своје жени осети чудно осећање и заљуби се у њу на први поглед. Не знајући како да јој приђе, мисли да је најбољи начин да јој шаље анонимна љубавна писма у којима изражава своје најискреније емоције према њој, док не скупи храбрости да јој каже да је воли. Иако не зна како њен тајни обожавалац изгледа, Маријана се безнадежно заљубљује у њега, јер романтика којом одишу његова писма представљају све оно о чему је одувек сањала. Због тога сматра да је пронашла идеалног мушкарца, а једино што треба да открије је његов идентитет. Само двоје људи зна Алехандрову тајну - његов најбољи пријатељ и колега Оскар и мистериозна особа која је све сазнала сасвим случајно. Оскар ће пријатељу иза леђа дати све од себе да освоји Маријану, представљајући јој се као аутор дивних љубавних писама. Лепа болничарка је потпуно збуњена признањем - са једне стране воли мистериозног обожаваоца из дубине душе, али са друге стране нешто у вези са Оскаром јој не да мира. Она осећа да он није човек њених снова, али му даје шансу. Срећа младог пара је кратко трајала. Оскар упада у мутне послове и лажира сопствену смрт, говорећи Маријани да је Алехандро крив за његову пропаст. Удружује се са Тамаром, хладном и бескрупулозном женом, која ради као главна докторка у истој болници где и Маријана. Тамара је годинама тајно заљубљена у Алехандра и њена опсесија је претворила у опасну жену спремну на све да га задржи. Маријана одлучује да освети Осварову смрт и удаје се за Алехандра спремна да сазна истину. Ствари се мењају када схвати да је заљубљена у њега и постепено крене да обмотава клупко лажи и обмана у које су је уплели Оскар и Тамара. Алехандро вољеној жени призна истину и нада се да ће права љубав успети да надјача романтичну опсесију.

## Улоге
| Глумац:                  | Улога:     |
| ------------------------ | ---------- |
| Хуан Мануел Бернал       | Алехандро  |
| Плутарко Аса             | Оскар      |
| Ана Клаудија Таланкон    | Маријана   |
| Алфа Акоста              | Тамара     |
| Енрике Нови              | Рохелио    |
| Адријана Пара            | Бланка     |
| Херардо Акуна            | Хорхе      |
| Ромина Кастро            | Ева        |
| Маркос Валдес            | Фернандо   |
| Маурисио Гарсија         | Исмаел     |
| Октавио Бургењо          | Хулијан    |
| Сусана Саласар           | Фабиола    |
| Едуардо Венегас          | Томас      |
| Хулијан Антуњано         | Дијего     |
| Тања Аредондо            | Сулема     |
| Грасијела Ороско         | Хуана      |
| Маријана ла Лус Зендехас | Чона       |
| Алисија Лагуна           | Сара       |
| Ванеса Виљела            | Летисија   |
| Венди де лос Кобос       | Анастасија |
| Ирма Инфанте             | Карлота    |